# Valence
Valence er hovedby i det franske departement Drôme.
Byen, som i 1999 havde 64.260 indbyggere, ligger på Rhônes venstre bred, omtrent midtvejs mellem Lyon og Avignon. Oprindelig var den en romersk koloni, Valentia. Byen har været bispesæde siden 300-tallet.
I dag er Valence et handels- og industricentrum. Seværdighederne omfatter et romansk kapel og renaissancekapellet Pendentif fra 1548.

## Galleri
| - Renaissancekapellet Pendentif - Pendentif der har sit navn efter konstruktionen pendentiv - Det indvendige af kapellet Pendentif |